# Bozano
Bozano är en kommun i Brasilien.   Den ligger i delstaten Rio Grande do Sul, i den södra delen av landet, 1 500 km söder om huvudstaden Brasília. Antalet invånare är 2 200.
Trakten runt Bozano består till största delen av jordbruksmark. Runt Bozano är det glesbefolkat, med 10 invånare per kvadratkilometer.